# La Gran Señora en Vivo
La Gran Señora en Vivo es un álbum en vivo de la Cantante Jenni Rivera grabado en el Nokia Theater de Los Ángeles, California. Fue lanzado el 22 de noviembre de 2010. El disco incluye varios temas del disco La Gran Señora así como otros éxitos de la artista. También incluye la canción "Él" que da apertura a la novela Eva Luna en versión Banda y Pop. 
Este álbum en su versión física incluye un DVD con escenas del concierto y un detrás de cámaras.

## Canciones
1. Mi Vida Loca 2
2. ¿Cuánto Te Debo?
3. Cuando Me Acuerdo de Ti
4. Tú Camisa Puesta
5. Chuper Amigos
6. Dama Divina
7. Ni Me Viene,Ni Me Va
8. Como Tu Mujer
9. ¿Por Qué No le Calas?
10. La Gran Señora
11. Ya Lo Sé
12. ¿Qué Me Vas a Dar?
13. Inolvidable
14. Mudanzas
15. Él (versión banda)
16. Él (versión pop - Tema Principal de Eva Luna)

## DVD
1. Introducción
2. Mi Vida Loca
3. Tu Camisa Puesta
4. Chuper Amigos
5. Dama Divina
6. Como Tu Mujer
7. Por Que No Le Calas
8. La Gran Señora
9. Ya Lo Sé
10. ¿Que Me Vas A Dar?
11. Inolvidable
12. Detrás de Cámaras

- Datos: Q7271190